# Östhammar (comuna)
Östhammar (em sueco: Östhammars kommun) é uma comuna da Suécia localizada no condado de Uppsala. Sua capital é a cidade de Östhammar. Possui 1 475 quilômetros quadrados e segundo censo de 2018, havia 22 048 habitantes. A capital da comuna está localizada a 60 km a noroeste da cidade de Norrtälje.

## Localidades principais
Localidades com mais população da comuna (2019):

- Östhammar - 4 968 habitantes
- Gimo - 2 804 habitantes
- Alunda - 2 652 habitantes
- Österbybruk - 2 377 habitantes
- Öregrund - 1 620 habitantes

## Património turístico
Alguns pontos turísticos mais procurados atualmente são:

- Ilha Fagerön